# Wolfgang Röhl
Wolfgang Röhl (* 1947 in Stade) ist ein deutscher Journalist und Krimiautor. Er arbeitet derzeit für die Publikation eigentümlich frei (ef) und das Weblog Achse des Guten.

## Leben
Wolfgang Röhl wuchs in Stade auf. Sein älterer Bruder war der ehemalige Konkret-Herausgeber Klaus Rainer Röhl. Er besuchte dieselbe Schule wie Stefan Aust und war mit diesem als Betreiber der dortigen Schülerzeitung aktiv.
Röhl studierte Literaturwissenschaft, Romanistik und Anglistik. 1968 wurde er Journalist und arbeitete für verschiedene Publikationen. Ab 1980 war er 30 Jahre lang Redakteur beim Wochenmagazin Stern. Von 2009 bis 2016 erschienen Beiträge von Röhl auf Sven von Storchs Blog Die Freie Welt. Seit 2013 schreibt Röhl für die Zeitschrift eigentümlich frei und Henryk M. Broders und Dirk Maxeiners Politblog Achse des Guten.
2007 erschien sein erster Kriminalroman Im Norden stürmische Winde, gefolgt von Inselkoller (2009), Straßenkampf (2011) und Brand Marken (2015).
Röhl lebt in Niedersachsen und Hamburg.

## Werke
- Im Norden stürmische Winde. Drochtersen: MCE Verlag 2007. ISBN 978-3-938097-11-3
- Inselkoller. Drochtersen: MCE Verlag 2009. ISBN 978-3-938097-16-8
- Straßenkampf. Drochtersen: MCE Verlag 2011. ISBN 978-3-938097-23-6
- Brand Marken. Drochtersen: MCE Verlag 2015. ISBN 978-3-938097-36-6